# الرابطة الرياضية في ليمون
الرابطة الرياضية في ليمون (بالإسبانية: Asociación Deportiva Limonense)‏ هو نادي كرة قدم كوستاريكي تأسس في 10 يوليو 1961 ، يقع مقره الرئيسي في ليمون، ويلعب في Segunda División de Costa Rica ‏.